# 反射性肛門拡張
反射性肛門拡張（はんしゃせいこうもんかくちょう、reflex anal dilation、略称: RAD）は、尻の割れ目や医療機器でのブラッシングなどの肛門刺激に反応して人間の肛門が20mmを超える直径に反射的に拡張することである。
RADは小児の肛門性的暴行に関連する臨床マーカーであると理論付けられていて、他の性的暴行の兆候にも関連しているが、重度の慢性便秘の小児や侵襲的な治療を受けている小児にも見られ、RADの肛門所見だけで性的虐待とは判断できない。性的虐待を受けた疑いのない子供の規範的サンプルによると、49％の子どもに継続的または断続的に肛門拡張が見られたが、20mmを超える拡張は1.2％のみであった。
1986年、小児科医マリエッタ・ヒッグスは、クリストファー・J・ホッブスの学会発表でRADと性的暴行との関連性を知った。その後、1987年にミドルスブラ病院の2人の小児科医（マリエッタ・ヒッグスとジェフリー・ワイアット）はRAD診断を多用し、121人の子供が性的虐待を受けていると診断してクリーブランドの児童虐待スキャンダルが起きた。ごく少数の英国の医師によってこれらは性的暴行の兆候と見なされると診断されたが、 RADは裁判中に性的虐待の唯一の兆候としての証拠能力を失った。その結果、121人の子供のうち94人が自宅に戻された。 
性的虐待の臨床的指標としてのRADは、現在では信用できないと考えられている。しかし、クリストファー・J・ホッブスは2014年になってもRADを研究していた。